# Міссульські повені

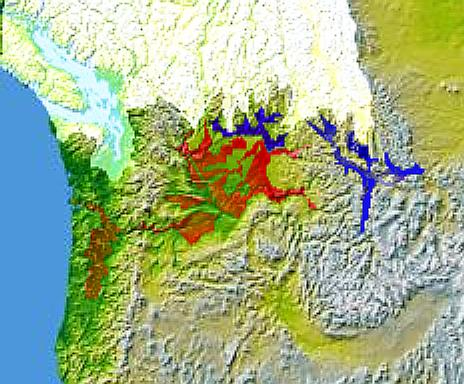
Льодовикове озеро Колумбія (на заході) та Льодовикове озеро Міссула (на сході) позначені на південь від Кордильєрського льодовикового щита. Терени затоплені в результаті Міссульських та Колумбійських повеней позначено червоним кольором

Міссу́льські по́вені — катастрофічні повені, які відбувалися періодично на сході штату Вашингтон і прямували вниз по ущелині річки Колумбія наприкінці останнього льодовикового періоду. Ці повені відбувалися через прорив льодовикової греблі льодовикового озера Міссула на річці Кларк-Форк. 
Після кожного прориву льодовикової греблі, води озера прямували вниз за течією річок Кларк-Форк і Колумбія, затопивши великий терен східної частини штату Вашингтон і долини Вілламетт на заході Орегону. Після прориву, льодовикова гребля відновлювалась, відтворюючи Міссульське льодовикове озеро. Геологи вважають, що цикл повеней та відтворення озера тривав в середньому 55 років, і що повені відбувалися кілька разів протягом 2 000 років між 15 000 і 13 000 років тому.  Гідролог Джим О'Коннор Геологічної служби США та вчений Жерар Беніто іспанського Центру екологічних досліджень знайшли докази, принаймні двадцяти п'яти великих повеней, найбільша з яких мала потужність ~ 10 км³/год.  Альтернативні оцінки пікової швидкості потоку з найбільших повеней коливаються від 17 км³/год  до 60 км³/год. максимальна швидкість потоку сягала 36 м/сек (130 км/год).